# Arheoinvest
Arheoinvest este numele platformei de formare și cercetare interdiscplinară în domeniul Arheologiei, creată de către departamentul de Istorie al Universității Alexandru Ioan Cuza din Iași. Arhoinvest a fost fondată și este condusă de academicianul, profesorul universitar, istoricul și arheologul Victor Spinei, profesor la Facultatea de Istorie din cadrul Universității Alexandru Ioan Cuza din Iași.

## Descriere
Realizată în august 2006, Platforma de formare și cercetare interdisciplinară în domeniul arheologiei (cunoscută ca Arhoinvest) este o unitate de cercetare din cadrul Departamentului de Știinte al Universității "Alexandru Ioan Cuza" din Iași și a Catedrei de Istorie Veche și Arheologie din cadrul Facultății de Istorie, care explorează subiecte de natură arheologică prin constribuția sinergetică a mai multe ramuri moderne ale arheologiei.
Platforma Arheoinvest cuprinde cinci laboratoare intedisciplinare: arheologie aplicată și teoretică, geoarheologie, bioarheologie, arheofizică și laboratorul de investigare științifică și conservare a bunurilor de patrimoniu cultural, înzestrate cu echipamente de investigare noi, în valoare de circa trei milioane de euro. ).

## Galerie

Laboratorul de Arheologie Aplicată - Arheologie teoretică şi metodologia arheologiei.
Laboratorul de Arheologie Aplicată - Arheologie experimentală.
Laboratorul de Arheologie Aplicată - Arheologie experimentală.
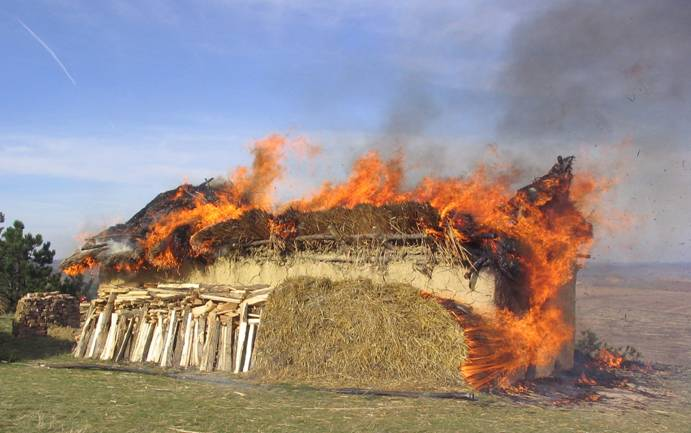
Incendierea unei locuinţe tipice cucuteniene, întocmai precum procedase populaţia neolitică.